# Percolação

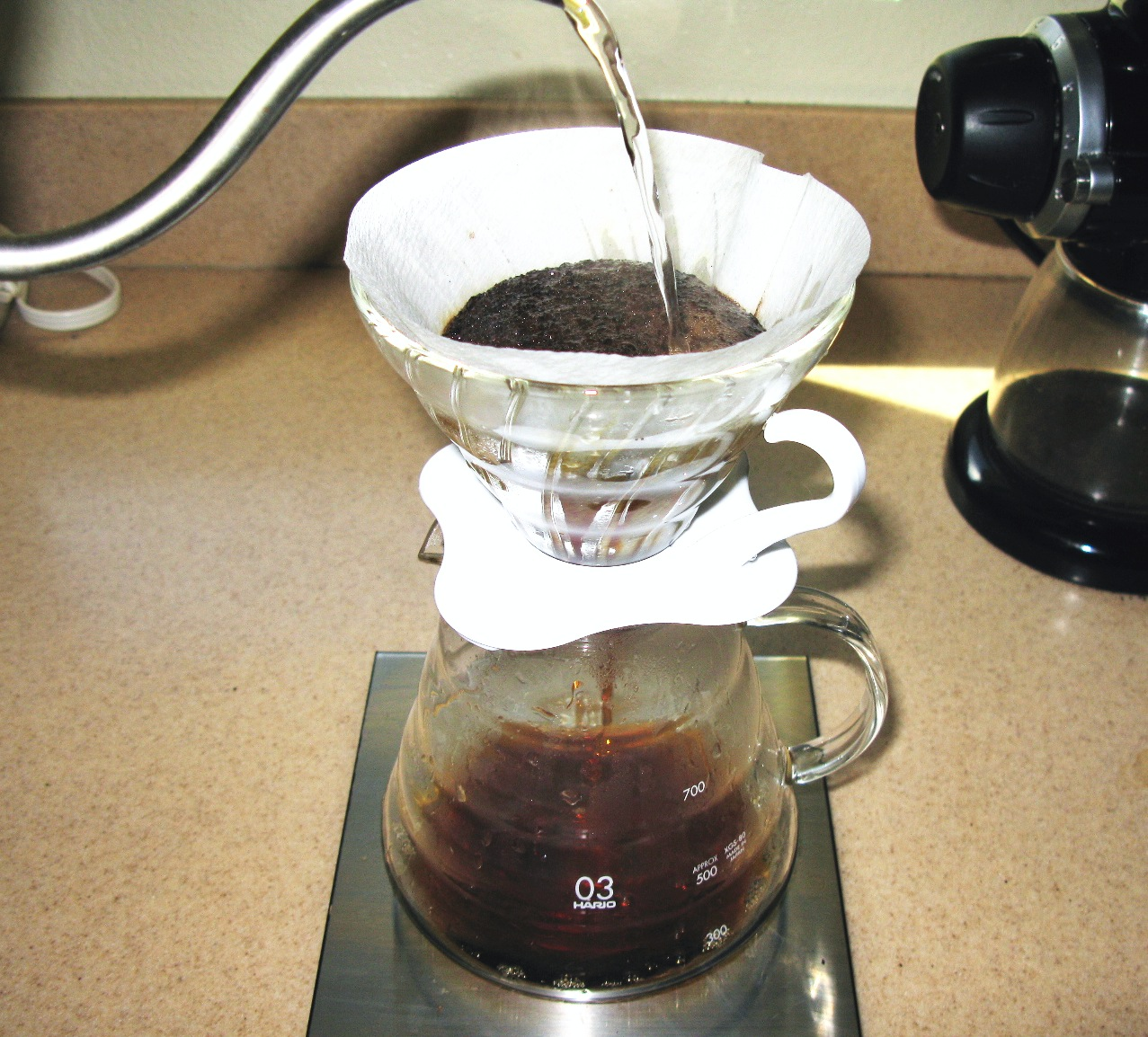
Na percolação do café, usando água quente como solvente, a substância permeável é a borra do café e os componentes solúveis extraídos são os compostos químicos que dão à bebida sua cor, sabor e aroma, como a cafeína

Percolação (do Lat. percōlāre, filtrar) em farmacognosia e ciência dos materiais, se refere à extração de componentes solúveis passando solventes por materiais porosos. Na geologia se refere à passagem de água pelo solo e rochas permeáveis fluindo para reservatórios subterrâneos (aquíferos).
Durante as últimas cinco décadas, o desenvolvimento de modelos matemáticos para percolação tem expandido sua aplicação também para geotecnia e redes complexas.

## Física
Geralmente funciona a nível sistema dinâmico com universalidade. Assim, conceitos de física estatística como teoria de escalas, renormalização, transição de fase e fractais são úteis para caracterizar propriedades de sistemas percolativos. Análise combinatória é uma importante ferramenta para análise de pontos críticos em percolação. Simulações de computador são usados para analisar a percolação com alta precisão, prevendo o impacto de avalanches e erosão de materiais pelo clima.

## Farmacognosia
Dentro das ciências farmacêuticas é um processo à frio antigo e bastante conhecido, assim como a decocção e a maceração (sendo inclusive considerado um aperfeiçoamento deste último). Tal processo é largamente utilizado na preparação de tinturas e extratos, sendo considerado este um processo de esgotamento da droga vegetal. O procedimento se baseia na extração do composto através de um solvente específico (normalmente diferentes concentrações de álcool) que, dentro de um percolador, lentamente permeia o composto através da força da gravidade até o encontro de um filtro (algodão, por exemplo), e abaixo um recipiente onde o extrato lentamente irá gotejando. Atualmente é um dos principais métodos usados na extração de princípios ativos de medicamentos de fontes animais e vegetais.

## Percolador
Em Física,  Química e Ciência dos Materiais, um percolador é um aparelho, instrumento ou dispositivo utilizado para percolar, ou seja, para extrair e filtrar líquidos de substâncias solúveis ou resíduos, através da passagem de uma solução por materiais porosos, o que permite por exemplo a extração do princípio ativo dos vegetais utilizados na culinária e na produção de remédios e cosméticos.
Em Farmacologia a extração dos princípios ativos solúveis de uma droga pela passagem de um líquido adequado através dele.
Em Geologia a lenta circulação de água através dos poros no solo ou rocha permeável.

## História
Em 1601 Giovanni Battista della Porta (1535-1615) observou que ao aquecer a água, um vácuo se desenvolveu dentro de um recipiente com vapor, e que isso poderia ser utilizado para elevar a água, tais observações foram fundamentais para o desenvolvimento de diversas máquinas a vapor, com destaque para o primeiro motor a vapor inventado cem anos depois, por Thomas Newcomen, pois foi motor a vapor de Newcomen que alavancou a Revolução Industrial cento e sessenta anos após as observações iniciais feitas pelo Italiano della Porta, que também deram origem ao percolador, ao destilador.